# Lieskovany
Lieskovany és un poble i municipi d'Eslovàquia. Es troba a la regió de Košice, a l'est del país.

## Història
La primera referència escrita de la vila data del 1277.

## Demografia
| Godina             | 1994 | 2004    | 2014    | 2024    |
| ------------------ | ---- | ------- | ------- | ------- |
| Nombre de persones | 233  | 262     | 326     | 410     |
| Diferència         |      | +12,44% | +24,42% | +25,76% |

| Godina             | 2023 | 2024   |
| ------------------ | ---- | ------ |
| Nombre de persones | 388  | 410    |
| Diferència         |      | +5,67% |